# Tall i confecció
 Tall i confecció  són activitats de la indústria tèxtil que es vinculen, de manera artesanal, amb el disseny de moda. Inclouen l'activitat d'oficis tradicionals com el sastre, la modista o la costurera.
Els estudis de tall i confecció estan entre els més antics de la formació professional normalitzada.